# Richard Copley Christie

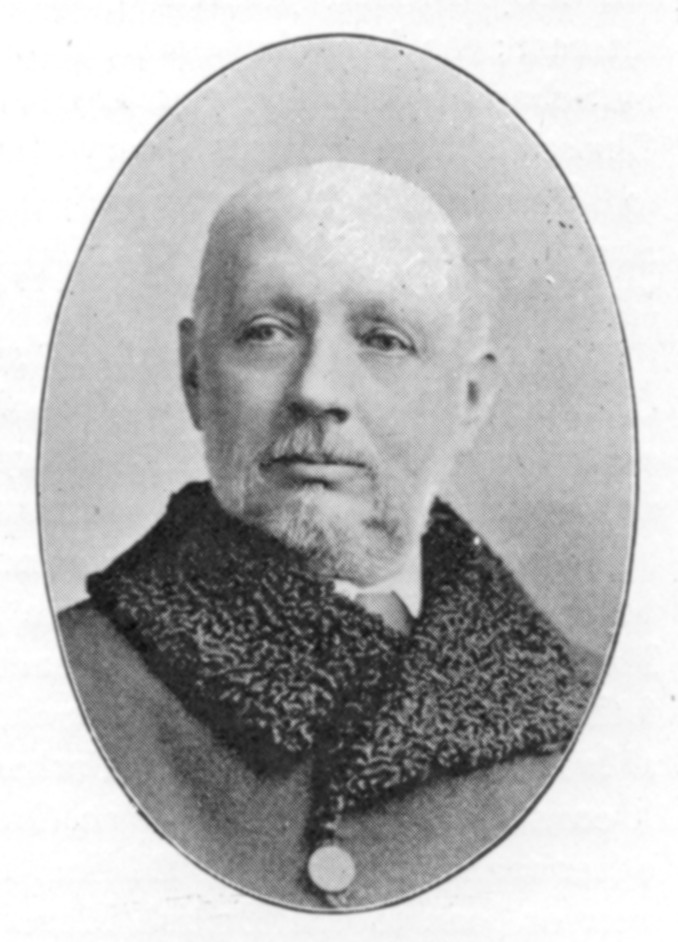
Richard Copley Christie

Richard Copley Christie  (* 22. Juli 1830 in Nottingham; † 9. Januar 1901 in Ribsden, Windlesham) war ein britischer Jurist, Historiker, Bibliophiler und Romanist.

## Leben und Werk
Christie studierte in Oxford Jura und war zeitweilig Professor für Geschichte bzw. für Politische Wissenschaft am Owens College in Manchester (später University of Manchester), auch Kanzler der anglikanischen Diözese Manchester. Sein ererbtes Vermögen erlaubte ihm die freie Verfolgung seiner wissenschaftlichen Interessen, seiner bibliophilen Neigungen, sowie ein ausgedehntes Mäzenatentum. Unter anderem förderte er die Gründung der Bibliographical Society. Sein bibliophiler Nachlass befindet sich in der John Rylands Library. Wissenschaftlich trat Christie hervor durch die Publikation einer umfangreichen und bibliographisch reichen Biographie des französischen Humanisten Étienne Dolet. Studenten der Universitäten Manchester, Liverpool und Leeds kämpften seit 1886 alljährlich in mehr als 30 Sportarten um den Christie Cup, der nach den Oxford-Cambridge-Duellen als der zweitälteste Hochschulvergleich unter den britischen Universitäten gilt.

## Werke
- Étienne Dolet. The martyr of the Renaissance. A biography, London 1880, 1899, Nieuwkoop 1964 (französisch: Étienne Dolet. Le martyr de la renaissance. Sa vie et sa mort, übersetzt von Casimir Stryienski, Paris 1886, Genf 1969)